# Leo Caprile
Leonardo Juan Caprile Febres, más conocido por su apodo Leo Caprile (Valparaíso, 1 de octubre de 1959), es un presentador de televisión y conductor radiofónico chileno.

## Biografía
Hijo de Luis Alberto Caprile y Juana Febres, nació en Valparaíso, pasando su infancia en distintas localidades de la Región de Valparaíso debido a que su padre, afamado locutor de radio de la zona, se trasladaba debido a sus asuntos laborales.
Vivió en Valparaíso, estuvo en una escuela y en un liceo en Limache, en el Instituto Rafael Ariztía de Quillota, en el Colegio Salesiano de Valparaíso, egresando del Liceo Eduardo de la Barra de Valparaíso, en los cuales fue desarrollando su inquietud por lo artístico, emulando de alguna forma la profesión de su progenitor.

## Carrera profesional

### Inicios en radio y televisión
Estudió Diseño Gráfico solo para tranquilizar a su familia, pero su pasión por las comunicaciones fue más fuerte y terminó por instalar su voz en radio, luego de que un amigo lo incentivara a hacer unas pruebas en un medio local. De ahí en adelante el animador no paró.
En 1987, gracias a su inesperado éxito radial, a la edad de 27 años, Leo Caprile da sus primeros pasos en televisión en el programa Telemanía del canal de la Universidad Católica de Valparaíso (UCV Televisión).
Tiempo después, y luego de ganar experiencia en el medio regional, se trasladó a Santiago para trabajar junto a Don Francisco en el misceláneo Sábados gigantes del canal de la Pontificia Universidad Católica, Canal 13. Su simpatía y la llegada que tuvo con el público lo convirtieron en la «joven promesa» de la televisión. Algunos, más osados, dijeron que Caprile sería el próximo sucesor de Don Francisco.[cita requerida]
Luego de su paso por UCTV, fue la cara de la Polla Chilena de Beneficencia en el programa de TVN Tincazoo, durante 1992, pero luego vendría un receso obligado el cual frenó momentáneamente la ascendente carrera del joven animador.

### Consagración en los años 1990
Después de los casi dos años en el canal estatal, emigró a Chilevisión a fines de 1993, canal que le dio la oportunidad de animar el conocido programa de concursos ¿Cuánto vale el show?, en donde compartió pantalla con Marcela Osorio, Enrique Lafourcade, Ítalo Passalacqua y Erick Pohlhammer. El programa, conducido anteriormente por el conocido animador chileno Alejandro Chávez, tenía por objetivo mostrar números de artistas no profesionales los cuales eran evaluados por un jurado que les entregaban una suma de dinero dependiendo de la calidad del show. Fue un éxito de sintonía en el horario del mediodía.
Paralelamente, Leo Caprile realiza proyectos en otro medio de comunicación que le apasiona: la radio. En Radio Nacional conduce un exitoso programa de entretención junto al humorista Marcos “Charola” Pizarro, con el cual mantiene una amistad que trasciende lo profesional.
En 1995, Caprile firma contrato con el canal privado Megavisión para conducir el programa Hágase famoso, el cual utilizaba la misma fórmula de ¿Cuánto vale el show?, donde lo acompañaron los mismos integrantes del equipo con el que estuvo en Chilevisión. Además, el animador condujo otros programas de entretención como Metrocuadrado y Entre gallos y medianoche, consolidándose como conductor de espacios misceláneos. Fue en el espacio nocturno donde se vio envuelto en una polémica muy delicada para aquel entonces, al llevar un niño hijo de padres con sida y que vivía en un hogar de monjas muy cercano a la estación, lo cual según las autoridades de la misma, pasaba a llevar su línea editorial, además de ser un asunto delicado del cual el dueño de Megavisión era férreo opositor debido a su fe católica y su postura política bastante conservadora.
Ese mismo año, el amor tocó su puerta durante su participación como jurado internacional en el Festival de la Canción de Viña del Mar al conocer a la periodista Irina Toro, con quien se casa al año siguiente.
En 1997 y debido a que Radio Nacional no cumplió con las cláusulas de su contrato, Leo Caprile renuncia y decide partir junto a “Charola” Pizarro a Radio Portales, donde mantuvieron el mismo esquema de programa que realizaron por casi cuatro años en su anterior radioemisora.
Al mismo tiempo, Caprile no renueva contrato con la estación privada de televisión por lo que debe emigrar nuevamente de casa televisiva, esto sería debido al cansancio que le provocaba la censura y la línea editorial bastante conservadora de Megavisión en aquella época.
En junio de 1998, luego de su paso por Megavisión, el animador firma contrato con el canal privado La Red, para ser el conductor de un programa vespertino llamado Casi en serio. Fue llamado por el productor de televisión Patricio Stark para que en el horario posterior al noticiero de mediodía, el presentador hiciera lo que estimara conveniente.

### Décadas de 2000
Luego de estar más de tres temporadas con gran éxito en Red Televisión, en 2001 Leo Caprile presenta su renuncia a dicha estación debido a diferencias con las autoridades de la misma, eso sumado a que Casi en serio estaba sufriendo una dura derrota en rating por parte de los dos espacios de servicio social del momento como lo eran Buenas tardes Eli y Hola Andrea de TVN y Megavisión respectivamente. 
Así las cosas ese mismo año, tomó una oferta para regresar a Chilevisión a realizar País V,el cual dura solo un mes debido a una polémica que generó una entrevista en un suplemento del periódico de circulación nacional El Mercurio, motivo por el cual se comienzan a caer los auspicios del espacio. Sin embargo, al año siguiente haría nuevamente ¿Cuánto vale el show? y su versión vip y también el programa misceláneo La tarde vale. para posteriormente conducir el programa REC (2003-2006). Participó como animador oficial del Festival del Huaso de Olmué desde 2005 hasta 2012 y Gente como tú (2006-2011).
En radio condujo el programa Cuéntamelo todo de Radio Pudahuel. En diciembre de 2011, retornó a la conducción de programas matinales en Radio Corazón. También en Canal 13 fue jurado en "Mi nombre es" en reemplazo de Gustavo Sánchez Mas. 
En junio de 2014, Caprile firmó contrato con La Red para conducir un nuevo programa, Game Show, un espacio de entretención realizado por la productora Endemol. Durante el segundo semestre animó el programa Avanti ¡que pase el siguiente! de La Red. 
En 2016 se integró a Televisión Nacional de Chile (TVN), como presentador de los programas La Vega —que se desarrolla en la Vega Central de Santiago— e Y tú qué harías? (desde 2017). En el canal estatal también regresó a la conducción del Festival del Huaso de Olmué, en sus versiones de 2017 y 2018.
En agosto de 2019, Caprile vuelve a Canal 13 para conducir un nuevo programa de concurso gastronómico, llamado Juego contra fuego.
El 31 de mayo de 2021 debuta en Radio Azúcar con su programa Un dulce despertar.

## Programas
| Programas de televisión | Programas de televisión     | Programas de televisión | Programas de televisión |
| Año                     | Programa                    | Rol                     | Canal                   |
| ----------------------- | --------------------------- | ----------------------- | ----------------------- |
| 1995                    | Metro Cuadrado              | Animador                | Megavisión              |
| 1995                    | Entre gallos y medianoche   | Animador                | Megavisión              |
| 1996-1998               | Hágase famoso               | Animador                | Megavisión              |
| 1998-2001               | Casi en serio               | Animador                | La Red                  |
| 2001                    | País V                      | Animador                | Chilevisión             |
| 2002                    | La tarde vale               | Animador                | Chilevisión             |
| 2003-2006               | REC                         | Animador                | Chilevisión             |
| 2005-2012               | Festival del Huaso de Olmué | Animador                | Chilevisión             |
| 2006-2011               | Gente como tú               | Animador                | Chilevisión             |
| 2016                    | ¿Y tú qué harías?           | Coanimador / Conductor  | TVN                     |
| 2016-2019               | La Vega                     | Conductor               | TVN                     |
| 2017-2018               | Festival del Huaso de Olmué | Animador                | TVN                     |
| 2019                    | Juego contra fuego          | Animador                | Canal 13                |
| 2021                    | Sabingo                     | Participación Ocasional | Chilevisión             |